# Acetabulastoma arcticum
Acetabulastoma arcticum är en kräftdjursart som beskrevs av Evgeniy I. Schornikov 1970. Acetabulastoma arcticum ingår i släktet Acetabulastoma och familjen Paradoxostomatidae. Inga underarter finns listade i Catalogue of Life.